# Sunniside
Sunniside är en by i Gateshead i Tyne and Wear i England. Byn ligger 8 km från Newcastle upon Tyne. Orten har 3 249 invånare (2015).